# Роке-Нубло
Роке-Нубло (исп. Roque Nublo) — вулканическая скала высотой 1813 метров на острове Гран-Канария, Канарские острова, Испания. Роке-Нубло - третья высота острова Гран-Канария, после Морро-де-ла-Агухереада с 1956 метрами и Ньевес с 1949 метрами.

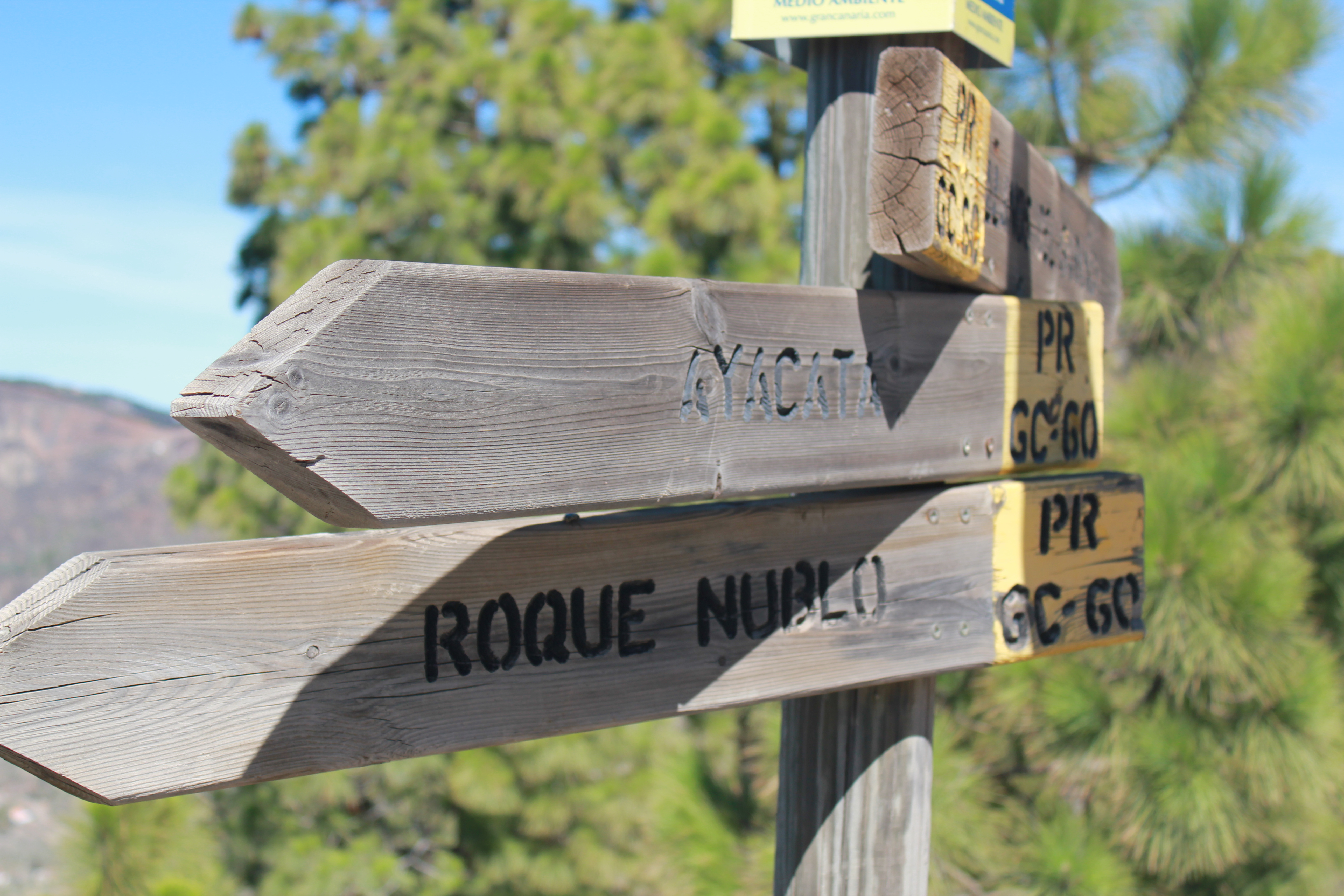
Указатель направления к скале

Скала расположена в муниципалитете Техеда, примерно в 3 километрах к югу от центра города. Была образована в результате извержения вулкана около 4,5 миллионов лет назад.
На скале расположен образовавшийся в результате облома больших кусков скалы естественный шпиль высотой в 60 метров, похожий на палец человека, указывающий в небо. Коренные жители острова Гран-Канария — гуанчи, считали шпиль на скале Роке-Нубло священным столпом неба. Он служил им в качестве ритуального места, тут приносили жертвы богу солнца.